# 阿部金剛
阿部 金剛（あべ こんごう、1900年6月26日 - 1968年11月20日）は、日本の洋画家。

## 経歴
岩手県盛岡市出身。父は内務省官僚で、東京府知事でもあった阿部浩。東京府立第一中学校を経て、慶應義塾大学文学部予科中退。在学中から岡田三郎助に師事し、1926年渡仏。1929年東郷青児と共に油絵展覧会を開催。同年二科会展に初入選した。以後もメキシコやアメリカにて創作活動に励む。二科会会員。
超現実主義（シュルレアリスム）的な作品で脚光を浴び、また萩原朔太郎の「詩人の運命」の装丁もした。
1930年三宅艶子との結婚も当時の新聞紙上を賑わした。娘はエッセイストの三宅菊子、息子は彫刻家の阿部鷲丸。1968年11月20日、心筋梗塞のため東京逓信病院で死去。

## 著書など
- シュールレアリズム絵画論 天人社 1930 (新芸術論システム)
- 阿部金剛画集 第一書房 1931
- 阿部金剛・イリュージョンの歩行者 本の友社 1999.12 (コレクション・日本シュールレアリスム)